# Ірбітський мотоциклетний завод
Ірбітський мотоциклетний завод (скорочено ІМЗ) — єдиний в Росії завод, що виробляє важкі мотоцикли, і один з небагатьох заводів у світі, що виробляє мотоцикли з боковим причепом.

## Історія заводу

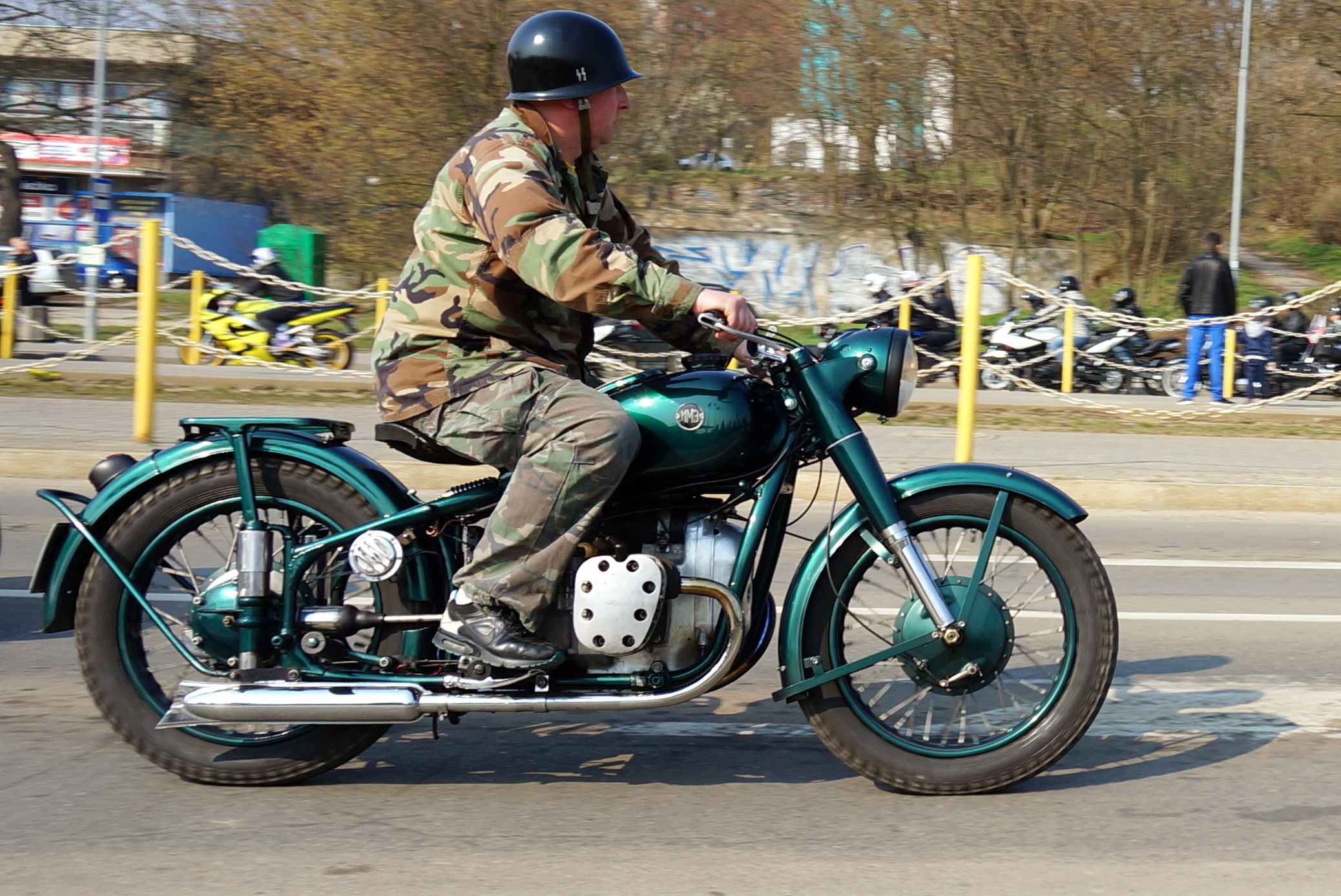
ІМЗ М-72

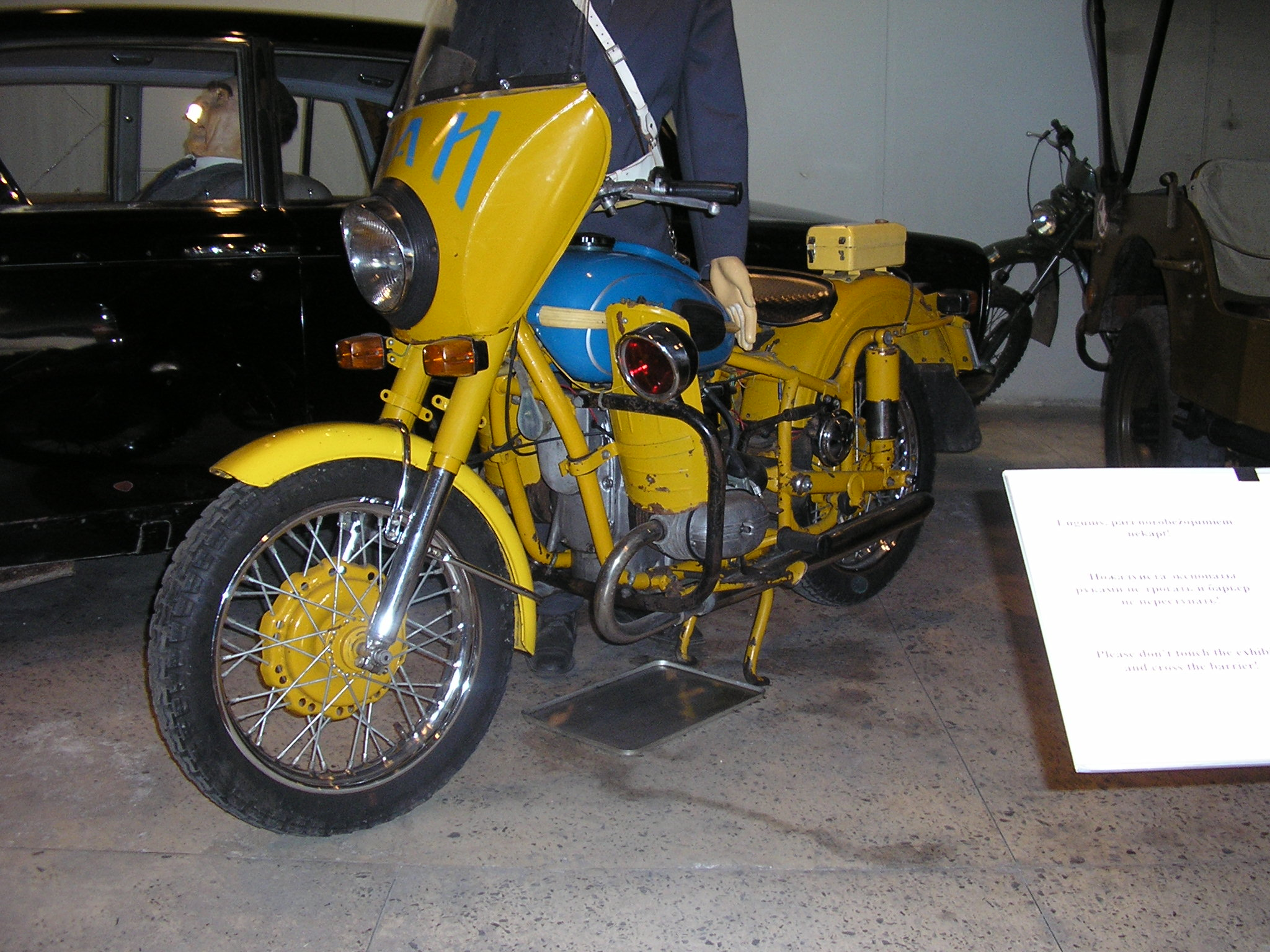
Патрульний мотоцикл М-63П

Наприкінці 30-х років у Наркоматі оборони СРСР відбулася нарада, присвячена вибору моделі для Збройних Сил. Після порівняння зразків, зокрема й закордонних, було вирішено взяти за основу BMW R-71, що перебував на озброєнні німецької армії. Для збереження секретності п'ять мотоциклів марки BMW закупили в Швеції. Два мотоцикли передали Московському мотоциклетному заводу (ММЗ), створеному на базі велосипедного, один зберегли як зразок, четвертий розібрали на гвинтики, останній віддали технологам. Досліджували хімічний склад кожної деталі, вивчали глибину і характер обробки поверхонь, чистоту і точність виготовлення.
Після цього на базі московського дослідного заводу «Іскра» було створено спеціалізоване конструкторське бюро з важкого машинобудування.
Серійне виробництво нового мотоцикла, який отримав найменування М-72, почалося в серпні 1941 р. 21 жовтня 1941 р., Рада з евакуації при СНК СРСР ухвалила рішення про переведення Московського мотозаводу й пов'язаних з мотоциклетним виробництвом цехів на Урал, у місто Ірбіт.
В Ірбіті завод, що став Ірбітським мотоциклетним, розмістився на площах колишнього пивоварного заводу. У колишній солодовні пивзаводу розмістився складальний і перший механічний цехи; в цеху
морсу та квасу — локомобіль; у варочному відділенні помістився термічний цех, в засолювальній — ливарний. Але всі цехи не могли розміститися на відведеній території, тому деякі з них довелося розташувати на Ірбітському автопричепном заводі (АПЗ), розташованому за 3 км від основної території. У клубі АПЗ розмістився моторний цех, цех коробки передач — в цеху похідних кухонь і саней, інструментальний цех — в цеху металовиробів. Загальне керівництво на новому місці здійснював головний інженер, він же перший директор заводу, Федір Михайлович Ломанов; всією технічною і технологічною частиною справи відав головний конструктор Н. П. Сердюков.
25 лютого 1942 р. була випущена перша партія мотоциклів М-72 з деталей, привезених з Москви. Всього за роки війни на фронт із заводу було надіслано 9799 мотоциклів.
В 1947 р. був розроблений план генерального розвитку заводу: належало провести докорінну реконструкцію і замість 4-5 тис. випускати за рік 20 тис. мотоциклів. Великою подією став переїзд моторного цеху в новий корпус, цех був побудований з урахуванням нової програми. В цей же корпус переїхали цех коробки зміни передач, автоматний і термічний цехи. На звільнені території був переведений з м. Горького цех коляски, який почав свою роботу з квітня 1947 Всі роки війни, та й після неї, особливо тяжке становище на заводі було у інструментального цеху, який тулився в непристосованому приміщенні автопричепного заводу, колишньому цеху металовиробів. В 1949 р. на ІМЗ був побудований свій новий корпус, де розмістилися інструментальний та ремонтно-механічний цехи. Тільки до кінця першої повоєнної п'ятирічки завод отримав свої виробничі площі під всі заводські цехи.
В 1953 р. почалася поставка Ірбітських мотоциклів на експорт. В основному, вони вивозилися в країни, що розвиваються, і в держави Східної Європи: переважна більшість мотоциклів закуповувалася для потреб армії та поліції. Найбільшого розмаху експорт досяг у 70-80-і роки. З розпадом соціалістичного табору і розвалом СРСР ринок збуту різко зменшився, довелося шукати нових покупців; з кінця 80-х років почалися поставки Ірбітських мотоциклів до Франції, Іспанії, Швеції, Нідерландів, Чилі, Венесуели, Колумбії, Аргентини та до інших країн.
З 1954 р. до збройних сил СРСР почав поставляти мотоцикли Київський мотоциклетний завод, тому Ірбітський завод припинив постачання мотоциклів військовому відомству і почав поставляти свою продукцію в народне господарство. Мотоцикли важкого класу вперше поступили в торгову мережу.
В 1955 р. спільно з НАМІ почалося розроблення оригінального мікроавтомобіля вагонної компоновки під назвою «Білка»; двигун був запозичений з мотоцикла, але отримав примусове охолодження. В 1959 р. заводські конструктори розробили всюдихід «Огонёк». Були випущені дослідні зразки мікроавтобусів, але в серію вони не пішли. Креслення моделей були передані на Запорізький завод малолітражних автомобілів, а частина конструкторів з ІМЗ, які брали участь у розробленні автомобіля, перевелися на Мелітопольський моторний завод. Знову автомобільна тема на ІМЗ зазвучала у 90-і роки, коли опрацьовувалася угода з японською фірмою «Хонда» про спільне виробництво мікроавтобуса. Отримані від фірми зразки пройшли випробування на дорогах Уралу, але цей проект так і не був здійснений.
В 1992 р. завод акціонувався, змінивши назву ІМЗ на «Уралмото». З цього часу завод постійно змінював свою назву, банкрутував кілька разів і скорочував чисельність робочих місць.

## Завод сьогодні
Мотоцикли марки «Урал» добре відомі на світовому ринку. В Європі та США існує декілька клубів власників «Уралів». Декількома «Уралами» володіє король Йорданії Абдалла II. Ірак в останній війні з США теж використовував «Урали». На їх колясках, за повідомленнями американських ЗМІ, монтували протитанкові ракетні установки.
У 2010 році було випущено близько 800 «Уралів». Зараз (січень 2011 року) на заводі працює 155 чоловік.
На основі колекції заводу створено Ірбітський державний музей мотоциклів.

## Цікаві факти
- Відомий американський актор Бред Пітт, в 2011 році, купив собі один мотоцикл «Урал».[1]